# Calesia patna
Calesia patna là một loài bướm đêm trong họ Erebidae.